# Ferrería/Arena Ciudad de México (métro de Mexico)
Ferrería/Arena Ciudad de México est une station de la Ligne 6 du métro de Mexico, située au nord de Mexico, dans la délégation Azcapotzalco.

## La station
La station est ouverte en 1983.
À l'origine, le nom de la station était Ferrería, du nom de l'ancienne Hacienda Ferrería, et son symbole était une tête de bœuf. En date du 29 novembre 2012, s'y ajouta le nom de "Arena Ciudad de México" pour indiquer sa proximité avec le complexe de divertissement. L'icône fut également changée, elle représente désormais l’Arena en perspective isométrique.